# Kiss László (jószágigazgató)
Vizkeleti Kiss László (Kisláng, 1835. május 8. – Pápa, 1887. január 22.) író, jószágigazgató, Pápa polgármestere.

## Élete
Kiss István a Zichy János gróf uradalmaiban tiszttartó és bajánházi Baján Rozina fia. Középiskoláit a székesfehérvári, akkor még hat osztályú gimnáziumban végezte, ahol Szvorényi József ciszterci írónak kedves tanítványa volt. 1849. július 11-én nyert bizonyítványt; ezzel a bölcseleti szakra (VII. és VIII. osztály) a pesti egyetemre ment és 1852. október 13-án érettségi vizsgát tett és ugyanott 1852-1853-ban jogot is hallgatott; de közbejött betegsége folytán tovább ment tanulhatván, Székesfehérvárt Detrich Zsigmond uradalmi jogügyi igazgató mellett nyert alkalmazást és 1854. június 4-én Zichy János gróf örököseinek nagy kiterjedésű uradalmaikban mint gazdatiszt nyert alkalmazást.  
További kiképeztetése végett 1854 őszén a magyaróvári felső gazdasági tanintézetbe küldték, ahonnét 1856-ban gazdasági oklevéllel tért vissza. Mint gazdatiszt Fejér vármegyében, Kislángon nyert alkalmazást. Itt nősült meg 1862. április 29-én, nőül veve furtenbachi Pentz Józsefnek, a Lamberg grófok móri uradalmi tiszttartójának Mária leányát. 1875-ben Eszterházy Pál gróf a Pápa, Ugod, Devecser, Mezőlak és Toronyi uradalmak felügyelőjévé nevezte ki. 
A pápai római katolikus hitközség világi elnöke, miniszteri iskolalátogató, Veszprém vármegye bizottsági tagja és a megyei gazdasági egyesület alelnöke volt. Tevékeny részt vett a gazdasági kiállításokon; azok biráló bizottsági jegyzője és elnöke volt; ő rendezte a fehérvári 1879. évi kiállításon a pápai uradalom pavilonját, felolvasást tartott a gazdasági kongresszuson, ő dolgozta ki Fejér vármegye gazdasági statisztikáját; tevékeny részt vett a pápai szinház létesítésében; a színházi részvénytársaság elnöke és a színház intendánsa lett. 
Évekig sokat fáradozott és írt a pápa-keszthelyi vasút létesítése érdekében is. A politikai téren, mint a kormánypárt tagja, szintén közreműködött nyilvános szónoklatokkal és hírlapi cikkekkel, Eszterházy Pál gróf halála után ő tervezte a nagy kiterjedésű uradalmak felosztását az örökösök közt és részt vett a hitbizomány végrehajtásában. 1886. szeptember 30-án nyugdíjba lépett; de már azon év október 2-án Pápa városa megválasztotta polgármesterévé. Első terve volt Pápát egészséges és elegendő ivóvízzel ellátni, ez okból vízvezeték felállításán fáradozott (mely tíz év után létesült) és midőn ez okból 1887. január 22-én városi közgyűlést tartott, ott a tanácsteremben szívszélütés érte és meghalt.
Beszélyeket és verseket írt a Budapesti Viszhangba (1852-54), a Hölgyfutárba (1853), a Divatcsarnokba (1853), a Napkeletbe (1857, 1860); közgazdasági, mezőgazdasági és statisztikai cikkeket a Gazdasági Lapokba (1858. Nagy-Lángi takarmányfüllesztő gép, 1860. Néhány szó a Garett-sorvetőről, 1865. Felelet Tóth József úrnak a gőz- és lóerejű cséplőgépek munkaeredményeirőli értekezésére), a Victoria-buza Fehérmegyében, 1875. A szék-kukacz), a Pesti Naplóba, a Székesfehérvárba sat.; a Pápai Lapoknak állandó munkatársa volt.

## Munkái
- Élet és költészet. Beszélyek. Székesfehérvár, 1855 (ism. Budapesti Hirlap 1854. 253. sz.)
- Mezőgazdasági Értékesít és-tan. Pabst Henrik Vilmos után ford. Pest, 1858
- Fehérmegye földrajzi, mezőgazdasági statisztikai viszonyai.. Bpest, 1874

## Álnevei
Gaja, Egresi, Mezőföldi. 